# Мирча Елијаде
Мирча Елијаде (рум. Mircea Eliade; Букурешт, 9. март 1907 — Чикаго, 22. април 1986) амерички је културни историчар румунског порекла и румунски књижевник. Један је од најважнијих светских стручњака у области компаративне анализе религије.
Током своје дуге научне каријере предавао је на универзитетима у Букурешту, Паризу и Чикагу, где је био шеф катедре за историју религије, која од 1985. носи назив Катедра Мирча Елијаде. Проучавао је религију примитивних друштава Аустралије, Полинезије и Африке, културе древне Индије, Египта, Грчке и Рима. Осим научним радом бавио се и белетристиком и публицистиком.

## Детињство и младост
Мирча Елијаде рођен је у Букурешту 1907. године. Био је син румунског официра Георгеа Елијаде и Јеане Василску. Георге Елијаде, иначе православни верник, регистровао је рођење свог сина четири дана пре него што је заправо рођен, да би се поклопио са Православним литургијским календаром, тј. празником Четрдесет мученика Севастијанских. Осим сина Мирче брачни пар Елијаде имао је и ћерку Корину. Године 1914. породица се преселила из Текучиа у Букурешт, где је Мирче живео до касних тинејџерских година. Током Првог светског рата, као дете, био је очевидац бомбардовања Букурешта из немачких цепелина. О својим успоменама и разним необичним епизодама из детињства Елијаде је касније писао у својим делима.

### Универзитетске студије и боравак у Индији
Од 1925. године Елијаде је студирао на филозофском факултету универзитета у Букурушту, на ком је и дипломирао 1928. са темом о филозофији ренесансе, тачније о раном модерном италијанском филозофу Томазу Кампанели. У међувремену је, 1927. ишао на студијско путовање по Италији. Током својих студенских година, упознао је Неа Јонескуа (Nae Ionescu), који му је предавао логику. Постао је један од његових ученика и пријатеља. Био је изузетно заинтересован за Јонескуове радикалне и религијске идеје.
Сазнавши да Махараџа од Касимбазара спонзорише европске научнике који студирају у Индији, Елијаде се пријавио и добио стипендију за четири године, која је касније удвостручена и румунском стипендијом. У јесен 1928. године, када му је била 21 година, отишао је у тадашњу Британску Индију, где је у Калкути студирао санскритски језик и основе индијске филозофије, истовремено проучавајући и јогу. Пре доласка до индијског потконтинента, Елијаде је био у краткој посети Египту. Докторирао је филозофију на букурештанском универзитету 1933. године, тезом о методама мишљења и праксе у јоги. Током студија Елијаде је научио језике санскрит, пали и бенгалски.
Боравећи у Индији Мирча Елијаде заинтересовао се за активистички рад Махатма Гандија, кога је лично упознао, и његову филозофију пасивног грађанског отпора Сатјаграха (Satyagraha). Касније је гандијеве идеје у свом дискурсу прилагодио духовности и Румунији.

## Рана каријера
Током Другог светског рата рата Мирча Елијаде био је аташе за културу румунске амбасаде у Лондону (1940. и 1941) и Лисабону (1941—1945). По завршетку рата 1945. године, када су у Румунији на власт дошли комунисти, Елијаде је избегао у Париз, где је предавао историју религије, најпре на École pratique des hautes études, до 1948, затим на Сорбони.

## Године живота у Америци и смрт
Од 1957. па све до своје смрти 1986. живео је у Чикагу, где је био редовни професор на чикашком Универзитету и шеф катедре за историју религије. Проучавао је религију примитивних друштава Аустралије, Полинезије и Африке, културе древне Индије, Египта, Грчке и Рима. Од 1985. године ова катедра носи назив Катедра Мирча Елијаде..
Мирча Елијаде је преминуо у универзитетској болници у Чикагу, априла 1986. године. Осам дана пре смрти доживео је мождани удар од ког се није опоравио. Четири месеца раније пожар је уништио део његових канцеларија. Погребна церемонија одржана је у цркви универзитетског комплекса. Церемонији је присуствовало 1.200 људи. Јавно читање Елијадиног текста о откровењу у његовом детињству и поздравни говор одржао је Сол Белоу, Елијадин колега на Универзитету. Посмртни остаци Мирче Елијаде су креминрани, а пепео сахрањен на гробљу Оук Вудс (Oak Woods Cemetery).

## Научни рад

### О општој природи религије
У свом раду на историји религије, Елијаде је највише цењен због својих списа о алхемији, шампанизму, јоги и оном што је он назвао мит о вечном повратку - уверење да верско понашање није само имитација, већ и учешће у светим догађајима, чиме се обнавља време настанка мита. На ове Елијадине ставове делимично су утицали Рудолф Ото, Жерард ван дер Леу (Gerard van der Leeuw) и Нае Јонеску.

### О врховном Богу
Према неким еволуционистичким теоријама религије, посебно кос Едварда Барнета Тајлора (Edward Burnett Tylor), културни напредак јесте прелазак са анимизма и многобоштва на монотеизам. Према овом гледишту, напредније културе би требало да буду више монотеистичке, а примитивније културе политеистичке. Међутим, у многим најважнијим "примитивним" културама, пре пољопривредних друштава, јавља се веровање у врховног Бога. Тако су, према Елиади, научници после 19. века одбацили Тајлорову теорију еволуције из анимизма. Његов став је да су најранији људи обожавали небеско врховно биће. У обрасцима компаративне религије он пише: "Најпопуларнија молитва у свету је - Оче наш који си на небесима. Могуће је да су човекове најранији молитве упућене истом небеском оцу".
Међутим, Елијаде се не слаже са Вилхелмом Шмитом (Wilhelm Schmidt), који је мислио да је најранији облик религије био строги монотеизам. Елијаде одбацује ову теорију "примордијалног монотеизма” као круту и непримењиву. "У најбољем случају," пише он, "ова схема Шмитове теорије приказује људску религиозну еволуцију од доба палеолита".

## Елијадина филозофија религије
Платонизам и примитивна онтологија - према Елијади, традиционални човек осећа да ствари „стичу своју стварност, свој идентитет, само у мери у којој учествују у трансцендентној стварности". Традиционалном човеку је профани свет „бесмислен“, а ствар се издиже из профаног света само прилагођавањем идеалном, митском моделу.
Елијаде описује овај поглед на стварност као темељни део "примитивне онтологије" (студија о "постојању" или “стварност"). Види сличност са филозофијом Платона, који је веровао да су физички феномени бледе и пролазне имитације вечних модела или "облика". Према њему: „Платон би се могао сматрати изузетним филозофом 'примитивног менталитета', то јест мислиоцем који је успео да начину живота и понашања архаичног човечанства да филозофски приказ и валидност.” Сматрао је да је Платонова теорија облика "примитивна онтологија" одржива у грчкој филозофији. Он тврди да је платонизам "најпотпуније разрађена" верзија ове примитивне онтологије.